# ان‌جی‌سی ۵۷
ان‌جی‌سی ۵۷ (به انگلیسی: NGC 57) یک کهکشان بیضوی با قدر ظاهری ۱۳٫۷ است که در صورت فلکی ماهی قرار دارد.